# El atlas de las nubes
El atlas de las nubes (título original: Cloud Atlas) es la tercera novela del autor británico David Mitchell. Publicada en 2004, ganó el premio British Book Awards de ficción y el premio Richard & Judy al libro del año. También fue incluida en la lista de seleccionados para el Premio Booker, los premios Nébula a la mejor novela y el premio Arthur C. Clarke, entre otros. Inusualmente, recibió premios tanto de la comunidad literaria en general como de la comunidad de ficción especulativa. En 2012 se estrenó la adaptación al cine, dirigida por las hermanas Wachowski y Tom Tykwer.
El libro combina metaficción, ficción histórica, ficción contemporánea y ciencia ficción, con historias anidadas interconectadas que llevan al lector desde el remoto Pacífico Sur en el siglo XIX hasta la isla de Hawái en un lejano futuro postapocalíptico. Su título se inspira en la pieza musical del mismo nombre del compositor japonés Toshi Ichiyanagi. El autor declaró que el libro trata sobre la reencarnación y la universalidad de la naturaleza humana, y que el título hace referencia a un paisaje cambiante (una «nube») sobre las manifestaciones de la naturaleza humana fija (el «atlas»). No es una referencia directa a un atlas de nubes.

## Argumento
El libro consta de seis historias anidadas; cada una de ellas es leída u observada por un personaje principal de la siguiente, progresando en el tiempo a través de la sexta historia central. Cada una de las cinco primeras historias se interrumpe en un momento crucial. Después de la sexta historia, las demás se resuelven en orden cronológico inverso. El protagonista de cada sección lee u observa la obra cronológicamente anterior en la cadena.

### El diario del Pacífico de Adam Ewing(primera parte)
La primera historia comienza en las islas Chatham cerca de Nueva Zelanda a mediados del siglo XIX, donde Adam Ewing, un cándido abogado americano de San Francisco durante la fiebre del oro de California, espera la reparación de su barco. Es testigo de la flagelación de un esclavo moriori por parte de un capataz maorí. Durante el castigo, la víctima, Autua, ve compasión en los ojos de Ewing y sonríe. Más tarde, Ewing asciende a una alta colina conocida como el Peñasco del Cono y tropieza con su cráter, donde se encuentra rodeado de rostros tallados en los árboles. Razonando que los que tallaron las caras deben haber podido salir del cráter, escapa. Mientras el barco se pone en marcha, el Dr. Goose, el único amigo de Ewing a bordo, examina las heridas sufridas en el volcán, y Ewing también menciona una dolencia crónica. El médico diagnostica a Ewing una infección parasitaria mortal y le recomienda un tratamiento. Mientras tanto, Autua se ha metido de polizón en el camarote de Ewing. Cuando Ewing se lo revela al capitán, Autua demuestra ser un marinero de primera clase, y el capitán pone a Autua a trabajar para costear su pasaje a Hawái.

### Cartas desde Zedelghem(primera parte)
La siguiente historia está ambientada en Zedelghem, cerca de Brujas, Bélgica, en 1931. Se narra en forma de cartas de Robert Frobisher, un joven músico inglés bisexual recientemente repudiado y sin dinero, a su amante Rufus Sixsmith, después de que Frobisher viaje a Zedelghem para convertirse en amanuense del recluso y otrora gran compositor Vyvyan Ayrs, que se está muriendo de sífilis y está casi ciego. Pronto, Frobisher produce Der Todtenvogel (El pájaro de la muerte) a partir de una melodía básica que le dicta Ayrs. Se interpreta todas las noches en Cracovia, y Ayrs es muy elogiado. Frobisher se enorgullece de ello y comienza a componer de nuevo su propia música. Frobisher y la esposa de Ayrs, Jocasta, se convierten en amantes, pero la hija de ésta, Eva, sigue desconfiando de él. Frobisher vende libros raros de la colección de Ayrs a un perista, pero queda intrigado al leer la primera mitad de El diario del Pacífico de Adam Ewing, y le pide a Sixsmith si puede obtener la segunda mitad para que Frobisher pueda saber cómo termina la historia. Ayrs le pide a Frobisher que escriba una canción inspirada en un sueño de un «café de pesadilla», «subterráneo», en el que «todas las camareras tenían la misma cara» y comían jabón. Cuando el verano llega a su fin, Jocasta agradece a Frobisher por «haberle devolvuelto la música a Vyvyan», y Frobisher acepta quedarse hasta el próximo verano.

### Vidas a medias: El primer misterio de Luisa Rey(primera parte)
La tercera historia está escrita al estilo de una novela de misterio/thriller, ambientada en la ciudad ficticia de Buenas Yerbas, California, en 1975, con la protagonista Luisa Rey, una joven periodista. Conoce al anciano Rufus Sixsmith en un ascensor parado, y le habla de su difunto padre, uno de los pocos policías incorruptibles de la ciudad, que se convirtió en un famoso corresponsal de guerra. Más tarde, después de que Sixsmith le confiese a Luisa su preocupación por la inseguridad de la central nuclear de Seaboard HYDRA, es encontrado muerto por un supuesto suicidio. Luisa cree que los empresarios a cargo de la central están asesinando a potenciales denunciantes. En la habitación de hotel de Sixsmith, Luisa encuentra algunas de las cartas de Frobisher. Otro empleado de la planta, Isaac Sachs, le entrega una copia del informe de Sixsmith. Antes de que Luisa pueda informar de sus descubrimientos sobre la central nuclear, un asesino contratado por Seaboard, que la ha estado siguiendo, hace caer su coche por un puente, junto con el informe incriminatorio de Sixsmith.

### El tremendo calvario de Timothy Cavendish(primera parte)
La cuarta historia, de tono cómico, está ambientada en la Gran Bretaña actual. Timothy Cavendish, un editor de prensa de vanidad de 65 años, huye de los hermanos de su cliente gánster, cuyo libro está experimentando grandes ventas tras el asesinato de un crítico literario. Estos amenazan a Cavendish con violencia si no se cumplen sus exigencias monetarias. El adinerado hermano de Cavendish, exasperado por las frecuentes peticiones anteriores de Cavendish de ayuda económica, lo ingresa en una amenazante residencia de ancianos. Timothy firma los papeles de la custodia, pensando que se inscribe en un hotel donde puede permanecer hasta que se resuelvan sus problemas personales y financieros. Cuando se da cuenta de que estará recluido allí indefinidamente, sometido al control total del personal, intenta huir, pero un guardia de seguridad lo detiene y lo confina. Menciona brevemente la lectura de un manuscrito titulado Vidas a medias: El primer misterio de Luisa Rey, pero al principio no le impresiona el manuscrito del posible autor y sólo llega a apreciarlo más tarde. Se instala en su nuevo entorno mientras sigue tratando de idear una salida. Un día, sufre una apoplejía y el capítulo termina.

### La antífona de Sonmi-451(primera parte)
La quinta historia está ambientada en Nea So Copros, un estado futurista distópico en Corea, derivado de la cultura corporativa. Se narra en forma de entrevista a Sonmi~451, después de su detención y juicio, por un «archivero» que graba su historia en un dispositivo con forma de huevo plateado llamado «antífona». Sonmi~451 es una camarera fabricada específicamente para trabajar en un restaurante de comida rápida llamado Papa Song's. Los clones cultivados en cubas se revelan como la fuente predominante de mano de obra barata. La sociedad de «sangre pura» (de nacimiento natural) retrasa la conciencia de los fabricados mediante la manipulación química, utilizando un alimento al que Sonmi se refiere como «Jabón». Tras doce años como esclavos, se les promete la jubilación en una comunidad de fabricados en Honolulu. En su propia narración, Sonmi se encuentra con miembros de una facultad y estudiantes universitarios, que la sacan del restaurante para estudiarla y la ayudan a tomar conciencia de sí misma, o «ascender». Ella describe el visionado de El tremendo calvario de Timothy Cavendish como una película anterior a las Escaramuzas (en la que las «Escaramuzas» son un gran desastre o guerra mundial que destruyó la mayor parte del mundo, excepto Nea So Copros). Durante la escena en la que Cavendish sufre la apoplejía, un estudiante interrumpe para decirles a Sonmi y a su salvador Hae-Joo Im que el profesor Mephi, el profesor de Hae-Joo, ha sido arrestado, y que los encargados de la política tienen órdenes de interrogar a Hae-Joo y de matar a Sonmi en el acto.

### El cruce de Sloosha y toda la vaina
La sexta historia ocupa el lugar central de la novela y es la única que no se interrumpe, en la que Zachry, un anciano, cuenta una historia de su juventud, hablando un imaginado dialecto futuro del inglés. Poco a poco se va revelando que vivió en una sociedad postapocalíptica en la Isla Grande de Hawái. Su pueblo, los «vallesinos», son agricultores pacíficos, pero a menudo son asaltados por la tribu de esclavistas caníbales del Kona. Zachry está plagado de dudas morales derivadas de culparse a sí mismo por la muerte de su padre y el secuestro de su hermano años antes. Su pueblo adora a una diosa llamada Sonmi y recuerda una «Caída» en la que los pueblos civilizados de la Tierra –conocidos como los Antiguos– fueron destruidos, dejando a los supervivientes en el primitivismo. La Isla Grande es ocasionalmente visitada y estudiada por un pueblo tecnológicamente sofisticado conocido como los Prescientes, de los cuales una mujer llamada Merónima, que ha venido a aprender sus costumbres, es asignada a vivir con la familia de Zachry. Él empieza a sospechar de ella, creyendo que su gente se está ganando su confianza antes de hacerles daño. Se cuela en su habitación, donde encuentra una antífona, un dispositivo con forma de huevo para grabar y realizar videoconferencias holográficas. Más tarde, Catkin, la hermana de Zachry, es envenenada por un pez escorpión, y él convence a Merónima para que rompa las reglas de su pueblo y le dé una medicina para curar a Catkin. Cuando Merónima le pide más tarde que le guíe a la cima del volcán Mauna Kea, Zachry accede a regañadientes, alegando su deuda con ella por haber salvado a su hermana. Suben a las ruinas de los Observatorios de Mauna Kea, donde Merónima explica la antífona y revela la historia de Sonmi (introducida en el capítulo anterior). A su regreso, van con la mayoría de los vallesinos a comerciar a Honokaa, pero la gente de Zachry es atacada y apresada por los Kona, que están conquistando el territorio. Zachry y Merónima acaban escapando, y ella lo lleva a una isla más segura. La historia termina con el hijo de Zachry recordando que su padre contaba muchos cuentos increíbles, pero que éste puede ser cierto porque ha heredado la copia de Zachry de la antífona de Sonmi, que el hijo de Zachry ve a menudo, aunque no entiende el idioma de Sonmi.

### La antífona de Sonmi-451(segunda parte)
Hae-Joo Im revela que él y Mephi son miembros de un movimiento rebelde antigubernamental llamado Unión. Hae-Joo guía entonces a Sonmi disfrazada hasta un barco, donde Sonmi ve cómo los fabricados retirados, son descuartizados y reciclados para convertirlos en Jabón, la fuente de alimento de los fabricados. Las «proteínas recuperadas» sobrantes de los fabricados descuartizados se utilizan para producir alimentos que consumen, sin saberlo, los purasangre en restaurantes de comida rápida. Los rebeldes planean elevar a todos los fabricados a la autoconciencia y así desbaratar la fuerza de trabajo que mantiene al gobierno corporativo en el poder. Quieren que Sonmi escriba una serie de «Declaraciones» abolicionistas llamando a la rebelión. Ella lo hace, haciéndose eco de los temas de la codicia y la opresión, planteados por primera vez en el diario de Adam Ewing.
Sonmi es entonces arrestada en una redada gubernamental elaboradamente rodada y se encuentra contando su historia al archivero. Sonmi cree que todo lo que le ha ocurrido ha sido instigado por el gobierno para fomentar el miedo y el odio a los fabricados por parte de los purasangre. El último deseo de Sonmi es terminar de ver la historia de Cavendish.

### El tremendo calvario de Timothy Cavendish(segunda parte)
Ya casi recuperado de su leve apoplejía, Cavendish se encuentra con un pequeño grupo de residentes también ansiosos por escapar de la residencia de ancianos: Ernie, Verónica y el extremadamente senil Sr. Meeks. Cavendish asiste a la conspiración de los otros residentes para engañar al hijo mayor de una compañera, Johns Hotchkiss, para que deje su coche expuesto al robo. Los residentes se apoderan del coche y escapan, parando en un pub para celebrar su libertad. Casi son recapturados por Hotchkiss y el personal de la residencia, pero son rescatados cuando el Sr. Meeks, que en un momento de lucidez sin precedentes exhorta a los bebedores del lugar a acudir en su ayuda.
Posteriormente se revela que la secretaria de Cavendish, la señora Latham, chantajeó a los gánsteres con una grabación de vídeo de su ataque a la oficina de Cavendish; esto le permite volver a su vida anterior con seguridad. Más tarde, Cavendish consigue la segunda parte de la historia de Luisa Rey con la intención de publicarla, y se plantea convertir sus propias aventuras recientes en un guion de cine.

### Vidas a medias: El primer misterio de Luisa Rey(segunda parte)
Rey escapa de su coche mientras se hunde, pero pierde el informe. Mientras, el avión que transportaba a Isaac explota en pleno vuelo. Cuando una filial de Seaboard compra su periódico, la despiden y Luisa cree que ya no la ven como una amenaza. Encarga un ejemplar del oscuro sexteto Atlas de las nubes de Robert Frobisher, del que ha leído en sus cartas a Rufus Sixsmith, y se asombra al ver que lo reconoce, aunque sea una obra raramente publicada. Sin embargo, el asesino Smoke sigue persiguiendo a Luisa y le pone una trampa a una copia del informe de Rufus Sixsmith sobre la central eléctrica. Joe Napier, un guardia de seguridad que conocía al padre de Luisa, y del que ésta sospechaba inicialmente que había intentado asesinarla, acude en su ayuda. Finalmente, él y Smoke se matan mutuamente en un tiroteo. Más tarde, Rey desenmascara a los líderes corporativos corruptos ante el público. Al final de la historia, recibe un paquete de la sobrina de Sixsmith, que contiene las ocho cartas restantes de Robert Frobisher a Rufus Sixsmith.

### Cartas desde Zedelghem(segunda parte)
Frobisher sigue trabajando con Ayrs mientras desarrolla su propio sexteto Atlas de las nubes. Después de que ella le confiese que está enamorada de un músico, él se enamora de ella, aunque mantenga una aventura con su madre. Jocasta lo sospecha y le amenaza con destruir su vida si se fija en su hija. Ayrs también se vuelve más audaz con respecto a su plagio del trabajo de Frobisher, y comienza a exigirle que componga pasajes completos, de los que Ayrs pretende atribuirse el mérito. Ayrs también le informa de que, si se va, lo pondrá en la lista negra alegando que ha violado a Jocasta. Desesperado, Frobisher se marcha de todos modos, y encuentra un hotel cercano en el que trabaja para terminar su sexteto y espera reunirse con Eva. Se convence a sí mismo de que los separan los padres de ella, pero cuando por fin consigue hablar con ella se da cuenta de que el hombre del que le confesó estar enamorada no era él, sino su prometido suizo. Enfermo mental y físicamente, Frobisher decide finalmente, con su obra magna terminada y su vida ahora vacía de sentido, suicidarse en una bañera. Antes de hacerlo, escribe una última carta a Sixsmith e incluye su sexteto y El diario del Pacífico de Adam Ewing.

### El diario del Pacífico de Adam Ewing(segunda parte)
Ewing visita la isla de Raiatea, donde observa cómo los misioneros oprimen a los indígenas. En el barco, cae aún más enfermo y se da cuenta en el último momento de que el Dr. Goose le está envenenando para robarle sus posesiones. Tras ser rescatado por Autua, decide unirse al el movimiento abolicionista de Estados Unidos. Como conclusión (de su propio diario y del libro), Ewing escribe que la historia se rige por los resultados de los actos viciosos y virtuosos precipitados por la creencia: por lo que «ese mundo completamente dominado por los depredadores se consumirá a sí mismo» y «el diablo devorará a los últimos hasta que los últimos sean los primeros», e imagina la respuesta de su suegro a su conversión en abolicionista, como una advertencia de que la vida de Adam equivaldría a «una minúscula gota en un océano infinito»; mientras que la respuesta propuesta por Ewing es: «Y sin embargo, ¿qué es un océano sino una multitud de gotas?»

## Recepción
El atlas de las nubes recibió numerosas críticas positivas, que consideraron que había logrado entrelazar con éxito sus seis historias. Keily Oakes, de la BBC, declaró que, aunque la estructura del libro podía ser difícil, «David Mitchell ha tomado seis historias muy diferentes... y las ha fundido en una obra fantástica y compleja». Kirkus Reviews lo calificó de «pura brillantez narrativa». Laura Miller, del New York Times, lo comparó con el «crucigrama perfecto», en el sentido de que era un reto para la lectura, pero también era divertido. Hephzibah Anderson, del Observer, lo calificó de «estimulante» y comentó positivamente los vínculos entre las historias. En una reseña para The Guardian, la ganadora del Premio Booker, A. S. Byatt, escribió que proporcionaba «un placer narrativo completo que es raro». Jeff Turrentine, del Washington Post, lo calificó de «una adición muy satisfactoria, e inusualmente reflexiva, al creciente género de los “libros rompecabezas”». En su sección «Books Briefly Noted», del New Yorker lo calificó de «virtuoso». El crítico literario marxista Fredric Jameson consideró que su nueva variante de la novela histórica, influida por la ciencia ficción, se «define por su relación con el futuro tanto como con el pasado». Richard Murphy dijo en la Review of Contemporary Fiction que Mitchell había tomado los valores fundamentales de sus novelas anteriores y los había desarrollado.
Las críticas se centraron en el fracaso del libro en cuanto a sus elevados objetivos. El crítico de F&SF Robert K. J. Killheffer alabó el «talento e inventiva de Mitchell y su disposición a adoptar cualquier modo o voz que favorezca sus fines», pero señaló que «a pesar de todos sus placeres, El atlas de las nubes no llega a ser revolucionario». Theo Tait, del Daily Telegraph, dio a la novela una crítica mixta, centrándose en sus temas contradictorios, diciendo que «pasa la mitad de su tiempo queriendo ser Los Simpsons y la otra mitad la Biblia.»
En 2019, El atlas de las nubes ocupó el noveno lugar en la lista de los 100 mejores libros del siglo XXI de The Guardian.
En 2020, Bill Gates lo recomendó como parte de su lista de lecturas de verano.

## Temas de unión
El autor dijo sobre el libro:
Todos los personajes principales, excepto uno, son, literalmente, reencarnaciones de la misma alma en diferentes cuerpos a lo largo de la novela, identificados por un antojo..., eso es sólo un símbolo de la universalidad de la naturaleza humana. En el propio título, El atlas de las nubes, la nube se refiere a las manifestaciones siempre cambiantes del Atlas, que es la naturaleza humana fija que siempre es así y siempre será. Así que el tema del libro es la rapiña, la forma en que los individuos se aprovechan de otros individuos, los grupos de otros grupos, las naciones de otras naciones, las tribus de otras tribus. Así que tomo este tema y, en cierto sentido, lo reencarno en otro contexto...

## Estructura y estilo
En una entrevista, Mitchell declaró que para el título del libro se había inspirado en la música homónima del compositor japonés Toshi Ichiyanagi: «Compré el CD sólo por el hermoso título de ese tema». La anterior novela de Mitchell, number9dream, estaba inspirada en la música de John Lennon. Tanto Ichiyanagi como Lennon fueron esposos de Yoko Ono, y Mitchell dijo que este hecho «me complace... aunque no podría duplicar el patrón indefinidamente».
El estilo del libro se inspiró en Si una noche de invierno un viajero, de Italo Calvino, que contiene varias narraciones incompletas e interrumpidas. La innovación de Mitchell fue añadir un «espejo» en el centro de su libro para que cada historia pudiera concluirse.
Mitchell dijo que para los personajes Vyvyan Ayrs y Robert Frobisher se inspiró en el compositor inglés Frederick Delius y su amanuense Eric Fenby. También señaló la influencia de la novela Dudo errante de Russell Hoban en la historia del Cruce de Sloosha.

## Variantes del texto
El académico Martin Paul Eve detectó diferencias significativas en las ediciones americana y británica del libro mientras escribía un artículo sobre el mismo. Observó «un grado asombroso» de variación y que «uno de los capítulos fue reescrito casi por completo». Según Mitchell, que autorizó ambas ediciones, las diferencias surgieron porque el editor estadounidense dejó su trabajo, por lo que esta versión quedó sin editar durante un periodo considerable. Mientras tanto, Mitchell, su editor y su corrector en Reino Unido siguieron introduciendo cambios en el manuscrito. Sin embargo, esos cambios no se transmitieron a la editorial estadounidense y, del mismo modo, cuando se le asignó un nuevo editor en Estados Unidos e hizo sus propios cambios, Mitchell no pidió que se aplicaran a la edición británica, que estaba a punto de enviarse a imprenta. Mitchell declaró que: «Debido a mi inexperiencia en esa etapa de mi 'carrera' de tres libros, no se me había ocurrido que tener dos versiones de la misma novela apareciendo a ambos lados del Atlántico plantea cuestiones espinosas sobre cuál es la definitiva, así que no me tomé la molestia de asegurarme de que los cambios americanos se aplicaran a la versión británica (que estaba entrando en producción en ese momento probablemente) y viceversa.»

## Adaptación al cine
Esta novela fue adaptada al cine por el director y productor Tom Tykwer y las hermanas Wachowski. La producción de la cinta comenzó en septiembre de 2011 en Studio Babelsberg (Alemania) contando con un reparto coral de actores que interpretarían múltiples personajes de la historia. La película se estrenó en Norteamérica el 26 de octubre de 2012. Poco después Mitchell escribió un artículo en The Wall Street Journal titulado «Translating 'Cloud Atlas' Into the Language of Film» en el que comparaba el trabajo de los adaptadores con la traducción de una obra a otro idioma.